# 리보솜 RNA
리보솜 RNA(ribosomal RNA), 줄여서 rRNA는 리보솜을 구성하는 RNA이며, 세포 내 RNA의 약 80%를 차지한다. rRNA는 세포핵 속의 핵소체에서 전사된 후 단백질과 결합하여 리보솜으로 합성된다. rRNA은 세포핵의 핵공을 통해 세포질로 빠져나오며, 이후 단백질과 결합하여 리보솜으로 합성된 뒤, 단백질 합성에 참여한다.

## 같이 보기
- 16S rRNA